# Rajella barnardi
Espèce
Statut de conservation UICN

 LC  : Préoccupation mineure
Rajella barnardi est une espèce de raie.